# Liste der Premierminister Litauens
Dies ist eine Liste der Premierminister Litauens, der Leiter der Regierung Litauens.

## 1918–1940
| Premierminister | Premierminister       | Premierminister       | Premierminister | Premierminister    | Premierminister    | Premierminister |
| #               | Bild                  | Name                  | Lebensdaten     | Amtsantritt        | Amtsaustritt       | Partei          |
| --------------- | --------------------- | --------------------- | --------------- | ------------------ | ------------------ | --------------- |
| 1               | Augustinas Voldemaras | Augustinas Voldemaras | 1883–1942       | 11. November 1918  | 26. Dezember 1918  | TPP             |
| 2               | Mykolas Sleževičius   | Mykolas Sleževičius   | 1882–1939       | 26. Dezember 1918  | 12. März 1919      | LVS             |
| 3               | Pranas Dovydaitis     | Pranas Dovydaitis     | 1886–1942       | 12. März 1919      | 12. April 1919     | LKDP            |
| (2)             | Mykolas Sleževičius   | Mykolas Sleževičius   | 1882–1939       | 12. April 1919     | 7. Oktober 1919    | LVS             |
| 4               | Ernestas Galvanauskas | Ernestas Galvanauskas | 1882–1967       | 7. Oktober 1919    | 19. Juni 1920      | parteilos       |
| 5               | Kazys Grinius         | Kazys Grinius         | 1866–1950       | 19. Juni 1920      | 2. Februar 1922    | LVS             |
| (4)             | Ernestas Galvanauskas | Ernestas Galvanauskas | 1882–1967       | 2. Februar 1922    | 23. Februar 1923   | parteilos       |
| (4)             | Ernestas Galvanauskas | Ernestas Galvanauskas | 1882–1967       | 23. Februar 1923   | 29. Juni 1923      | parteilos       |
| (4)             | Ernestas Galvanauskas | Ernestas Galvanauskas | 1882–1967       | 29. Juni 1923      | 18. Juni 1924      | parteilos       |
| 6               |                       | Antanas Tumėnas       | 1880–1946       | 18. Juni 1924      | 4. Februar 1925    | LKDP            |
| 7               |                       | Vytautas Petrulis     | 1890–1942       | 4. Februar 1925    | 25. September 1925 | LKDP            |
| 8               |                       | Leonas Bistras        | 1890–1971       | 25. September 1925 | 15. Juni 1926      | LKDP            |
| (2)             | Mykolas Sleževičius   | Mykolas Sleževičius   | 1882–1939       | 15. Juni 1926      | 17. Dezember 1926  | LVLS            |
| (1)             | Augustinas Voldemaras | Augustinas Voldemaras | 1883–1942       | 17. Dezember 1926  | 23. September 1929 | LTS             |
| 9               | Juozas Tūbelis        | Juozas Tūbelis        | 1882–1939       | 23. September 1929 | 12. Juni 1934      | LTS             |
| 9               | Juozas Tūbelis        | Juozas Tūbelis        | 1882–1939       | 12. Juni 1934      | 6. September 1935  | LTS             |
| 9               | Juozas Tūbelis        | Juozas Tūbelis        | 1882–1939       | 6. September 1935  | 24. März 1938      | LTS             |
| 10              | Vladas Mironas        | Vladas Mironas        | 1880–1953       | 24. März 1938      | 5. Dezember 1938   | LTS             |
| 10              | Vladas Mironas        | Vladas Mironas        | 1880–1953       | 5. Dezember 1938   | 28. März 1939      | LTS             |
| 11              |                       | Jonas Černius         | 1898–1977       | 28. März 1939      | 21. November 1939  | Militär         |
| 12              | Antanas Merkys        | Antanas Merkys        | 1887–1955       | 21. November 1939  | 17. Juni 1940      | LTS             |

## Ab 1990
| Premierminister | Premierminister              | Premierminister                     | Premierminister | Premierminister   | Premierminister   | Premierminister |
| #               | Bild                         | Name                                | Lebensdaten     | Amtsantritt       | Amtsaustritt      | Partei          |
| --------------- | ---------------------------- | ----------------------------------- | --------------- | ----------------- | ----------------- | --------------- |
| 1               | Kazimiera Danutė Prunskienė  | Kazimiera Danutė Prunskienė         | * 1943          | 17. März 1990     | 10. Januar 1991   | LKP             |
| 2               |                              | Albertas Šimėnas                    | * 1950          | 10. Januar 1991   | 13. Januar 1991   | LKDP            |
| 3               |                              | Gediminas Vagnorius                 | * 1957          | 13. Januar 1991   | 21. Juli 1992     | TS (LK)         |
| 4               | Aleksandras Algirdas Abišala | Aleksandras Algirdas Abišala        | * 1955          | 21. Juli 1992     | 2. Dezember 1992  | parteilos       |
| 5               |                              | Bronislovas Lubys                   | 1938–2011       | 2. Dezember 1992  | 10. März 1993     | parteilos       |
| 6               |                              | Adolfas Šleževičius                 | 1948–2022       | 10. März 1993     | 15. Februar 1996  | LDDP            |
| 7               |                              | Laurynas Mindaugas Stankevičius     | 1935–2017       | 15. Februar 1996  | 27. November 1996 | LDDP            |
| (3)             |                              | Gediminas Vagnorius                 | * 1957          | 27. November 1996 | 4. Mai 1999       | TS (LK)         |
| −               | Irena Degutienė              | Irena Degutienė (kommissarisch)     | * 1949          | 4. Mai 1999       | 18. Mai 1999      | TS (LK)         |
| 8               | Rolandas Paksas              | Rolandas Paksas                     | * 1956          | 18. Mai 1999      | 27. Oktober 1999  | TS (LK)         |
| −               | Irena Degutienė              | Irena Degutienė (kommissarisch)     | * 1949          | 27. Oktober 1999  | 3. November 1999  | TS (LK)         |
| 9               | Andrius Kubilius             | Andrius Kubilius                    | * 1956          | 3. November 1999  | 26. Oktober 2000  | TS (LK)         |
| (8)             | Rolandas Paksas              | Rolandas Paksas                     | * 1956          | 26. Oktober 2000  | 20. Juni 2001     | LLS             |
| −               |                              | Eugenijus Gentvilas (kommissarisch) | * 1960          | 20. Juni 2001     | 12. Juli 2001     | LLS             |
| 10              | Algirdas Brazauskas          | Algirdas Brazauskas                 | 1932–2010       | 12. Juli 2001     | 1. Juni 2006      | LSDP            |
| −               | Zigmantas Balčytis           | Zigmantas Balčytis (kommissarisch)  | * 1953          | 1. Juni 2006      | 4. Juli 2006      | LSDP            |
| 11              | Gediminas Kirkilas           | Gediminas Kirkilas                  | 1951–2024       | 4. Juli 2006      | 8. Dezember 2008  | LSDP            |
| (9)             | Andrius Kubilius             | Andrius Kubilius                    | * 1956          | 8. Dezember 2008  | 13. Dezember 2012 | TS-LKD          |
| 12              | Algirdas Butkevičius         | Algirdas Butkevičius                | * 1958          | 13. Dezember 2012 | 13. Dezember 2016 | LSDP            |
| 13              | Saulius Skvernelis           | Saulius Skvernelis                  | * 1970          | 13. Dezember 2016 | 11. Dezember 2020 | LVŽS            |
| 13              | Ingrida Šimonytė             | Ingrida Šimonytė                    | * 1974          | 11. Dezember 2020 | 12. Dezember 2024 | TS-LKD          |
| 14              | Ingrida Šimonytė             | Gintautas Paluckas                  | * 1979          | 12. Dezember 2024 | 4. August 2025    | LSDP            |
| −               |                              | Rimantas Šadžius (kommissarisch)    | * 1960          | 4. August 2025    | amtierend         | LSDP            |